# Electrical Overstress
Unter dem Fachbegriff englisch Electrical Overstress, abgekürzt EOS, wird in der Elektronik eine Überlastung im Betriebsfall und in Folge damit verbundene thermische Zerstörung oder Vorschädigung elektronischer Bauelemente, wie beispielsweise integrierter Schaltungen (IC), verstanden. 

## Abgrenzung

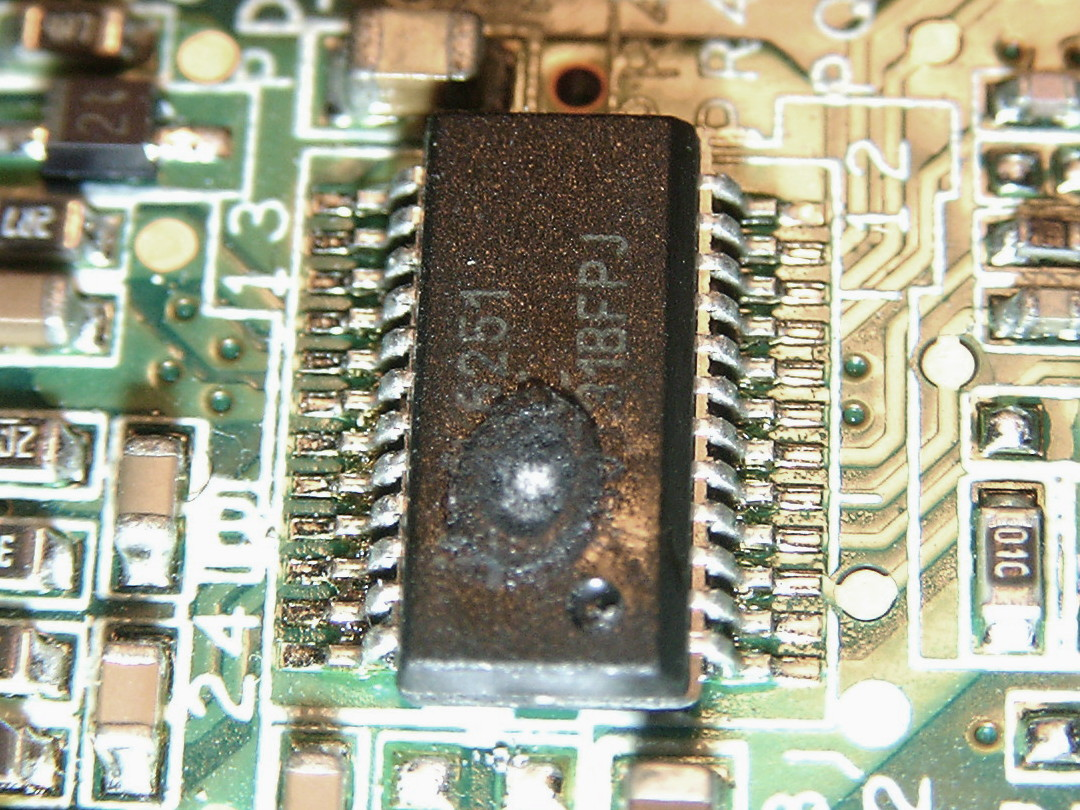
Thermisch zerstörter IC-Gehäuse zufolge EOS

Ein EOS-Ereignis ist von dem Ereignis einer elektrostatischen Entladung (ESD) über die Energiemenge abzugrenzen: ESD-Entladungen sind durch hohe elektrische Spannungen und kurze Entladezeiten im Bereich weniger Mikrosekunden gekennzeichnet, dabei wird aber im Vergleich zu einem EOS wenig Energie umgesetzt. Bei einem EOS-Ereignis, in bestimmten Fällen verbunden mit optisch erkennbaren thermischen Schäden am Chipgehäuse, wird ein Vielfaches der Energiemenge umgesetzt. Von dem Latch-Up-Effekt unterscheidet sich der Electrical Overstress, da dabei keine parasitär auftretenden Kurzschlüsse in der Struktur der elektronischen Bauelemente als Ursache vorliegen.
EOS-Ereignisse sind durch Überlastungen und ein Überschreiten von elektrischen Grenzwerten, wie der zulässigen maximalen Spannung oder Stromwerte, im regulären Betrieb gekennzeichnet. Die Überschreitungen treten dabei kurzzeitig auf, beispielsweise beim Einschalten eines elektronischen Gerätes, und können dabei auch nur wenige 10 % über den zulässigen Grenzwerten liegen. Die Dauer der Einwirkung von EOS-Ereignissen schwankt und liegt im Bereich von einiger Millisekunden bis zu Bruchteilen einer Sekunde, die Energie für die Zerstörung kommt aus der für den regulären Betrieb vorgesehenen Stromversorgung.

## Ursachen
EOS kann durch verschiedenste Ursachen ausgelöst werden. Neben systematischen Fehlern wie in den Werten falsch dimensionierte elektronische Schaltungen können die Ursache unter anderem sein:
- Auswirkungen von direkten und indirekten Blitzentladungen und einen unzureichenden Blitzschutz.
- Überspannungen und Spannungsschwankungen in Stromnetzen und ungenügender Kompensation dieser Störeinflüsse in elektronischen Geräten.
- Einschwingvorgänge in Netzteilen beim Einschalten oder Ausschalten. Die betrifft vor allem Schaltnetzteile.
- Beim Schalten von elektromechanischen Komponenten mit hoher Induktivität wie Relais oder Elektromotor ohne Vorkehrung gegen dabei durch die Selbstinduktion auftretenden Überspannungen.
- Bei mehreren, verschiedenen Betriebsspannungen eine falsche Reihenfolge beim Ein- und Ausschalten dieser verschiedenen Spannungen. In möglicher Kombination mit dem Ausfall einer dieser Spannungen.

## Vorbeugung
EOS können nicht vollständig verhindert werden, es kann aber durch konstruktive Maßnahmen wie zusätzliche Schutzschaltungen in Form von Überspannungsschutz in elektronischen Geräten und im Aufbau der integrierten Schaltungen die Auswirkungen minimiert werden. Weiters besteht, ähnlich wie beim Schutz vor ungewollten elektrostatischen Entladungen, die Möglichkeit durch entsprechende Verhaltensweisen das Entstehen von zerstörerischen EOS zu vermindern. Beispielsweise sollte bei Schnittstellen und Steckverbindungen, welche nicht für das An- und Abstecken unter Betrieb ausgelegt sind, so genanntes Hot-Plug, das elektronische Gerät vor dem An- und Abstecken ausgeschaltet werden.